# Segaran (Batujaya)
Segaran is een bestuurslaag in het regentschap Karawang van de provincie West-Java, Indonesië. Segaran telt 8667 inwoners (volkstelling 2010).